# Episodi de La piccola moschea nella prateria (prima stagione)
La prima stagione della serie televisiva La piccola moschea nella prateria è andata in onda in Canada su CBC Television dal 9 gennaio 2007 al 7 marzo 2007.
In Italia è stata trasmessa da Rai 1 dal 21 giugno 2012 al 21 luglio 2012. Il primo episodio è andato in onda a sorpresa nel pomeriggio del 21 giugno 2012 come tappabuchi. La trasmissione regolare, con replica del primo episodio, è iniziata il 30 giugno 2012. L'episodio 6 è stato censurato da Rai 1 ed è andato in onda in prima tv su Rai Premium il 5 dicembre 2012.
| nº | Titolo originale      | Titolo italiano           | Prima TV Canada  | Prima TV Italia |
| -- | --------------------- | ------------------------- | ---------------- | --------------- |
| 1  | Little Mosque         | La piccola Moschea        | 9 gennaio 2007   | 21 giugno 2012  |
| 2  | The Barrier           | La barriera               | 17 gennaio 2007  | 30 giugno 2012  |
| 3  | The Open House        | L'open day                | 31 gennaio 2007  | 7 luglio 2012   |
| 4  | Swimming Upstream     | Nuotando controcorrente   | 6 febbraio 2007  | 7 luglio 2012   |
| 5  | The Convert           | Il convertito             | 14 febbraio 2007 | 14 luglio 2012  |
| 6  | Mother-In-Law         | La seconda moglie         | 21 febbraio 2007 | 5 dicembre 2012 |
| 7  | Playing with Fire     | Giocare col fuoco         | 28 febbraio 2007 | 14 luglio 2012  |
| 8  | The Archdeacon Cometh | L'arrivo dell'Arcidiacono | 7 marzo 2007     | 21 luglio 2012  |